# ناحية صرين
ناحية صرين إحدى نواحي سوريا تتبع إداريّاً لمحافظة حلب منطقة عين العرب ومركزها بلدة صرين، بلغ تعداد سكان الناحية 69,931 نسمة حسب التعداد السكاني لعام 2004.

## بلدات وقرى ناحية صرين
أبو دعمة، الأسد، باب الحديد، البارودية، البعثية، ضبعة كبيرة، خشخاش كبير، بئر الأعمى، بئر بكار، بئر الدم، بئر حسو، بئر محلي، بئر عبيدو، بئر رش، دندوشان، الداوودية، جولان، قلعة حديد، حفيان، حلنجة، الحقل، هيالة، إبراهيمية، جعدة المغارة، جعدة السمعاوات، كرك، الخاروفية، خربة الجمل، خربة الكافر، خروص، كريدان، كوفيان، خشخاش صغير، مند، منسية، المعروفة، مسرب، متين، مزغنة، ملحة، متراس، مروح، مويلح، ناقوط، قصق شمالي، نور علي، العمرية، القادرية، قراط، رمالة، رميلة، رأس العين قبلي، قلعة رش، الصفوانية، صهاريج الجبل، صنع، ساق، صرين، السيدة، سيفية، صفيط، شكيف، السياحة، تل البنات، الطوق، التوابية، فجر فوقاني، وادي النور، ياراماز، زريك، بئر عبيدات، فضة، مغربتين تحتاني.